# Starfucker (álbum)
Starfucker es el homónimo primer álbum de estudio de la banda Starfucker originaria de Portland basado en indie rock, publicado el 23 de septiembre de 2008 por Badman Recording Co.

## Lista de canciones
| N.º   | Título                                | Duración |  |
| 1.    | «Florida»                             | 3:50     |  |
| 2.    | «German Love»                         | 3:32     |  |
| 3.    | «Myke Ptyson»                         | 2:30     |  |
| 4.    | «Laadeedaa»                           | 2:17     |  |
| 5.    | «Rawnald Gregory Erickson the Second» | 2:53     |  |
| 6.    | «U Ba Khin»                           | 3:14     |  |
| 7.    | «Holly»                               | 3:00     |  |
| 8.    | «Hard Smart Beta»                     | 1:39     |  |
| 9.    | «Pop Song»                            | 3:55     |  |
| 10.   | «Miss You»                            | 2:37     |  |
| 11.   | «Isabella of Castile»                 | 4:31     |  |
| 35:44 |                                       |          |  |

- Datos: Q15404306